# Impuesto verde a vehículos motorizados
Un impuesto verde a vehículos motorizados es un impuesto de matriculación de carácter ecológico cuya misión es regularizar la emisión de CO2 en vehículos motorizados y embarcaciones a motor. Existe en diversos países. 

## Historia
En España este impuesto verde o ecológico entró en vigor en enero de 2008 afectando a varios tipos de vehículos, quads y motos de agua en nueva matriculación tras haber sido aprobado por el gobierno de España.

## Efectos del impuesto
Aquellos que se compren un automóvil todoterreno o un automóvil de lujo en 2008 pagarán hasta un 2,75% más que si se lo hubieran comprado el año pasado. 
El Impuesto Verde cambia el criterio de pago de la cilindrada a la emisión de gases contaminantes, con un límite de 120 gramos de CO2 por kilómetro. Por eso, la venta de los vehículos con más emisiones, todoterrenos y coches de lujo, se vio notablemente incrementada el mes de diciembre de 2007, previo a la entrada en vigo del impuesto. 
Marcas como Jaguar duplicaron sus ventas, mientras que Porsche aumentó su volumen de negocio hasta en un 400%. Respecto a las marcas dirigidas a la producción de todoterrenos, Suzuki, Nissan o Jeep superaron el 100% de incremento. 
Por el contrario, el Impuesto verde también se ha notado en la venta de los vehículos menos contaminantes, ya que quienes compren un coche ecológico podrán llegar a ahorrarse el pago íntegro de esta tasa. En este caso los compradores han decidido esperarse hasta enero para comprar vehículos de marcas como Renault, Peugeot, Opel o Ford. 
Según un estudio realizado por Faconauto, los fabricantes más dañados por la entrada en vigor del Impuesto Verde, con una subida del precio de sus coches del 2,75%, son Porsche, SsangYong, Bentley, Maybach, Tata Motors, Jeep, Aston Martin, Hummer, Maserati, Rolls-Royce, Ferrari y Suzuki. Asimismo, otras casas que verán incrementado el impuesto de matriculación a partir del próximo año en más de dos puntos porcentuales son Chevrolet (+2,04%), Mitsubishi Motors (+2,06%), Subaru (+2,18%), Daihatsu (+2,24%), Land Rover (+2,34%), Chrysler (+2,58%) y Cadillac (+2,68%).
Por el contrario, las diez marcas de automóviles que se verán más favorecidas por la entrada en vigor del Impuesto Verde, con una rebaja por encima de entre el 1 y el 4%, son, por este orden: Smart (-4,59%); Honda (-4,34%); Renault (-2,84%), Peugeot (-2,44%); Citroën (-2,36%); Santana (-2,25%); Morgan (-2,25%); Škoda (-1,9%); Fiat (-1,7%); Ford (-1,61%); Vaz (-1,56%); Toyota (-1,53%); Seat (-1,47%); Saab (-1,42%) y Lancia (-1,04%).
El nuevo Impuesto Verde permitirá, según un estudio elaborado para Faconauto, reducir las emisiones de CO2 en un 5% durante 2008. De esta forma, la entrada en vigor del nuevo Impuesto de Matriculación permitirá a los fabricantes de automóviles acercarse al nivel de emisiones de 140 gramos por kilómetro comprometido con la Unión Europea para 2008. El estudio prevé que las emisiones de dióxido de carbono se sitúen en 140,8 gramos por kilómetro en 2009 y en 133,8 gramos por kilómetro en 2010.
Este impuesto ha pillado de sorpresa a los quads y motos de agua sufriendo el impuesto más alto, 14,75% suponiendo actualmente una dura crisis para ambos tipos de vehículo. Los fabricantes de quads y motos de agua, como por ejemplo Yamaha o Bombardier se han reunido en varias ocasiones con el MMA (Ministerio de Medio Ambiente) para que reconsideren este impuesto. Sin embargo, las motos acuáticas cuentan con el apoyo de unos estudios realizados por Biomarina y Estudios medioambientales en el que se califica a la moto de agua como la embarcación de motor menos contaminante.
No obstante, el estudio matiza que el Impuesto Verde supondrá todavía una reducción “insuficiente” de las emisiones de cara a conseguir el objetivo de 120 gramos por kilómetro fijados por la Comisión Europea para 2012. En la actualidad, las emisiones medias de dióxido de carbono de los turismos y todoterrenos matriculados en España se mantienen en un nivel alto, con 158 gramos por kilómetro recorrido, y con una tendencia creciente, con un aumento del 0,49% con respecto al año 2006.